# Oregon Route 334
Az Oregon Route 334 (OR-334) egy oregoni állami országút, amely kelet–nyugati irányban a 37-es út helixi elágazásától a 11-es athenai csomópontjáig halad.
A szakasz Athena–Holdman Highway No. 334 néven is ismert.

## Leírás
Az útvonal a 37-es út deltaelágazásánál kezdődik. A pálya kelet felé haladva keresztezi a Közép-Cold Springs Canyon-csatornát, majd délkeletre, ezután pedig újra keletre fordul. A következő háromszög-elágazásnál észak, majd északkelet felé 1,8 kilométer hosszan a 335-ös úttal fonódva halad. A közös szakasz után újra kelet felé veszi az irányt, ahol néhány kanyar után megérkezik Athenába. A települést elhagyva egy délkeleti irányú kanyar után a 11-es útra lehet kihajtani.